# Мимоза
Мимо́за (лат. Mimosa) — род цветковых растений семейства Бобовые (Fabaceae). Ранее это растение помещали в ныне расформированное семейство Мимозовые (Mimosaceae R.Br.).

## Ботаническое описание
Род составляют травы, кустарники или средней величины деревья с двоякоперистыми листьями. Число частей в цветке четверное, реже 3 и 6. Тычинок столько же или вдвое, соцветия в виде плотных головок или кистей. Произрастает преимущественно в Южной Америке и в Австралии.

## Факты
Самый известный вид — стыдливая мимоза (Mimosa pudica). Травянистое растение в 30—60 см высоты; двоякоперистые листья его особенно чувствительны, складываясь и опускаясь в темноте от самого легкого прикосновения и других раздражающих причин. Подобной же раздражительностью обладают и другие виды мимоз. Растёт в Бразилии. Часто разводится ради украшения и физиологических опытов.

### Мимоза и акация
В России в обиходной речи мимозами часто называют некоторые виды акации — другого рода подсемейства Мимозовые, чаще всего — акацию серебристую (Acacia dealbata). Этот вид широко распространён на Черноморском побережье Кавказа, и ветки именно этого растения являются традиционным подарком на Международный женский день.

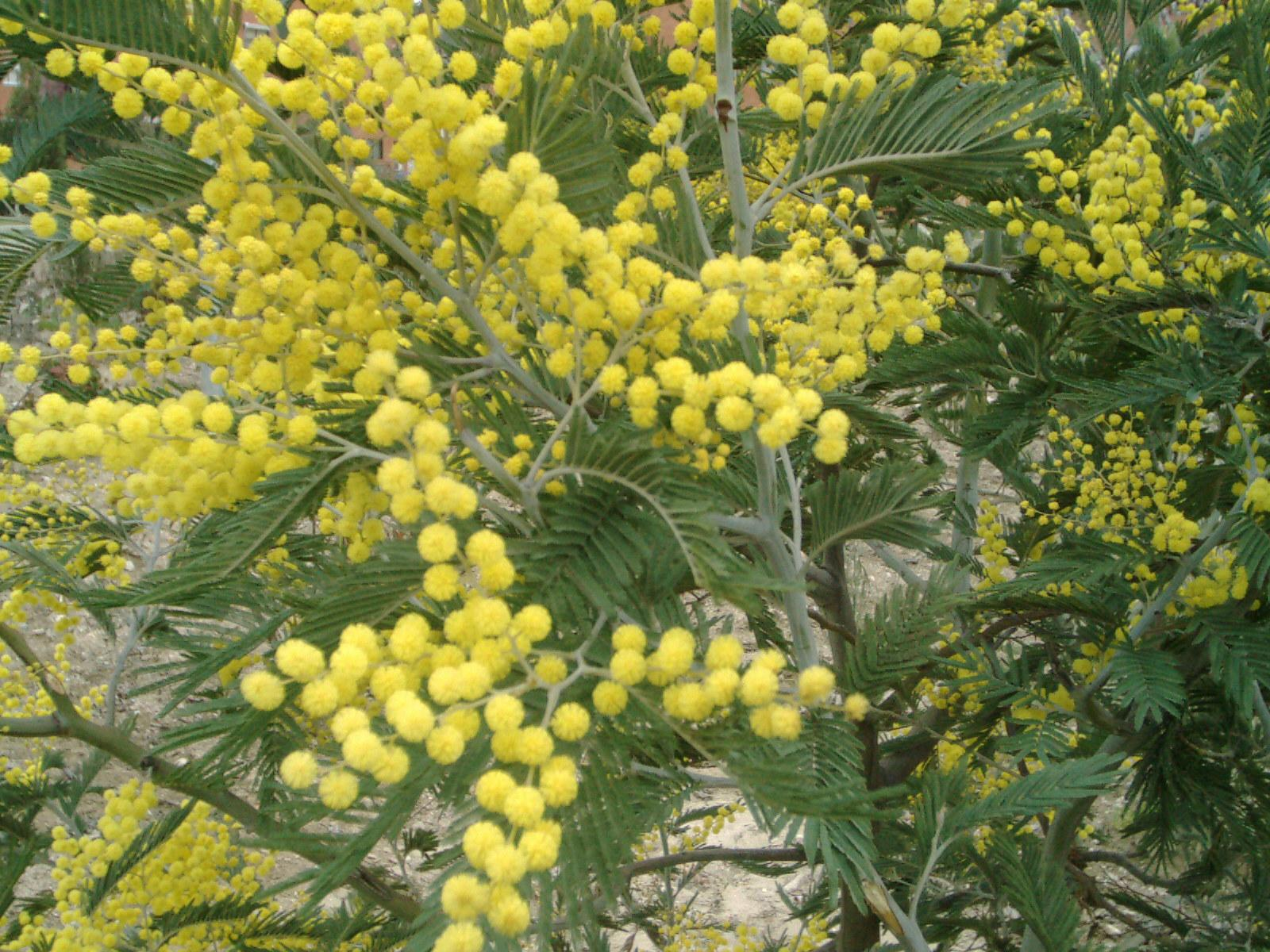
Акация серебристая

## Виды
Известно более 600 видов.
Некоторые из них:
- Mimosa aculeaticarpa Ortega
- Mimosa arenosa (Willd.) Poir.
- Mimosa asperata L.
- Mimosa borealis Gray
- Mimosa pudica L. typus[1] — Мимоза стыдливая
- Mimosa tenuiflora (Willd.) Poir. (= Mimosa hostilis)
- Mimosa bahamensis Benth.

## В астрономии
В честь мимозы назван астероид (1079) Мимоза, открытый в 1927 году бельгийско-американским астрономом Жоржем ван Бисбруком в Йеркской обсерватории.